# محلة السرجخانة
محلة السرجخانة حي من أحياء الموصل القديمة في العراق. يشتهر بسوقه الكبيرة، المعروف باسم سوق السرجخانة المختص ببيع الأقمشة المختلفة والكماليات المتنوعة، ما زالت المحلة تحمل اسم السوق الذي يقع فيها.

## أصل التسمية
عرف سوق (السرجخانة) أو (السراج خانة ) بهذا الاسم منذ العهد المغولي حيث كانت تباع فيه السروج التي تحتاجها الخيول.

## معالم المحلة
- جامع النعمانية : بناه نعمان بك بن سليمان باشا بن محمد باشا الجليلي سنة 1212 هـ على انقاض مسجد قديم كان يعرف بمسجد السرجخانة.[3]
- المدرسة النعمانية : مدرسة تأسست مع بناء جامع النعمانية وتابعة له اتخذت لاقراء العلوم العقلية والنقلية واوقف بها خزانة كتب.[4]